# Robe battante
La robe battante a été inventée par madame de Montespan pour dissimuler ses grossesses, car elle ne révélait pas la taille. Parmi ses autres dénominations, la robe battante est aussi appelée « innocente », du fait qu'elle donne un air plus jeune à la femme qui la porte, ou déshabillé, négligé, ou encore robe de chambre.
Edme Boursault en dit quelques mots dans sa comédie Les Mots à la mode (1694) :
Une robe de chambre, étalée amplement,

Qui n'a point de ceinture et va nonchalamment,

Pour certain air d'enfant qu'elle donne au visage,

Est nommée innocente, et c'est du bel usage.
Sous la Régence (1715-1723), la robe battante est notamment associée à la duchesse de Berry, fille aînée du Régent (et petite-fille de Madame de Montespan), qui en relance la mode avec les mêmes intentions que sa scandaleuse grand-mère : l'ample robe permet à la féconde jeune veuve de masquer ses grossesses, résultant de sa sexualité explosive. « Dès le commencement de cette année [1719], madame de Berry se trouva encore grosse, et on ne le cachoit qu'au régent. Comme son embonpoint étoit énorme et comme la robe abattue à laquelle on avoit ajouté des cerceaux, grossissoit de beaucoup celle qui les portoit, il étoit très-aisé de cacher cette grossesse. »
La robe battante sera progressivement adaptée et modifiée avec les plis Watteau pour devenir la robe à la française, très en vogue au XVIIIe siècle.